# Tsipouro

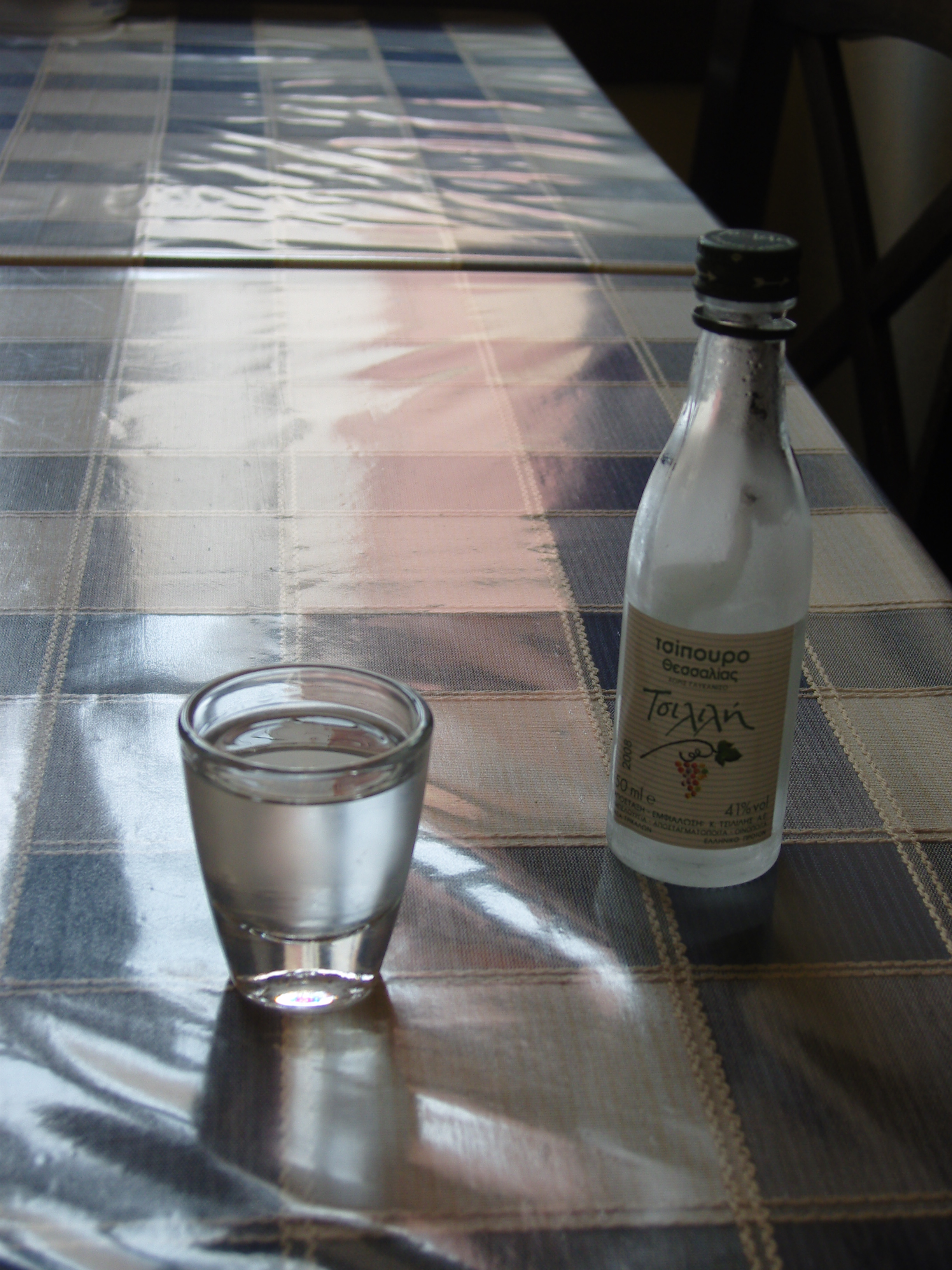
Tsipouro

Tsipouro (grekiska: τσίπουρο) är en grekisk destillerad spritdryck med 40-45% alkoholhalt. Den tillverkas på druvrester som blir kvar efter vintillverkning och destilleras en eller två gånger. Vinproducerande länder har normalt också spritdrycker gjorda på destillat av druvrester, och tsipouri motsvaras därför till exempel av marc i Frankrike och grappa i Italien. Sådana drycker har ofta börjat som en mindre sidoinkomst och mycket lokal distribition. De är därför präglade av lokala traditioner och har stor variation i smaksättning.
Tsipouro förknippas särskilt med Greklands fastland, kallas bland annat raki och ses som en föregångare till den aniskryddade ouzon. I andra områden runt medelhavet kallas aniskryddad sprit för raki, vilket har lett till viss namnförbistring. Dessutom kryddas en del tsipouro, och ibland med anis, vilket gör den ännu mer lik ouzo. Den dricks vanligen kall som apertif, men på vinten finns också en tradition att dricka den varm blandad med honung och kryddor, kalld rakomelo. Motsvarande dryck finns också på Kreta, men kallas där Tsikoudia.
Enligt traditionen var det munkar på Athos som började göra tsipouro på 1300-talet.